# Zoologija
Zoologija (russisk: Зоология) er en spillefilm fra 2016 af Ivan Tverdovskij.

## Medvirkende
- Natalja Pavlenkova som Natasha
- Masja Tokareva som Katya
- Aleksandr Gortjilin
- Dmitrij Grosjev som Petja
- Olga Ergina